# Зейферт, Иван Иванович
Ива́н Ива́нович Зе́йферт (собственно Иоганн Зейферт, нем. Johann Seifert; 26 мая 1833 года, Прага — после 1914 года) — российский виолончелист и музыкальный педагог чешского происхождения.
Сын регента пражского Собора Святых Петра и Павла на Вышеграде. Окончил Пражскую консерваторию (1852), ученик Антона Трега. Вслед за этим предпринял гастрольную поездку в Дрезден и Бреслау.
С 1853 жил и работал в Санкт-Петербурге. До 1889 — виолончелист в оркестре Санкт-Петербургских императорских театров, одновременно с 1855 г. играл в одном из ведущих российских квартетных составов. Преподавал в Санкт-Петербургской консерватории со дня её основания (1862), первоначально как ассистент Карла Давыдова. С 1890 — профессор, в 1911 г. вышел в отставку, после чего вернулся в Чехию. Среди учеников Зейферта, в частности, был Семён Козолупов. Кроме того, Зейферт занимался с непрофессиональными музыкантами: он, в частности, учил музыке великого князя Константина Константиновича, руководил любительской игрой на виолончели С. П. Боткина.
Зейферту принадлежат виолончельные транскрипции произведений Роберта Шумана, Антона Рубинштейна, Петра Чайковского, собственные пьесы виолончельного репертуара.